# Science-Fiction-Jahr 1986
Übersicht

◄◄ | ◄ | 1982 | 1983 | 1984 | 1985 | Science-Fiction-Jahr 1986 | 1987 | 1988 | 1989 | 1990 | ► | ►►

Weitere Ereignisse

## Ereignisse
- Wolfgang Jeschke gab den ersten Band des Almanachs Das Science Fiction Jahr bei Heyne in München heraus.